# Pieter Broertjes

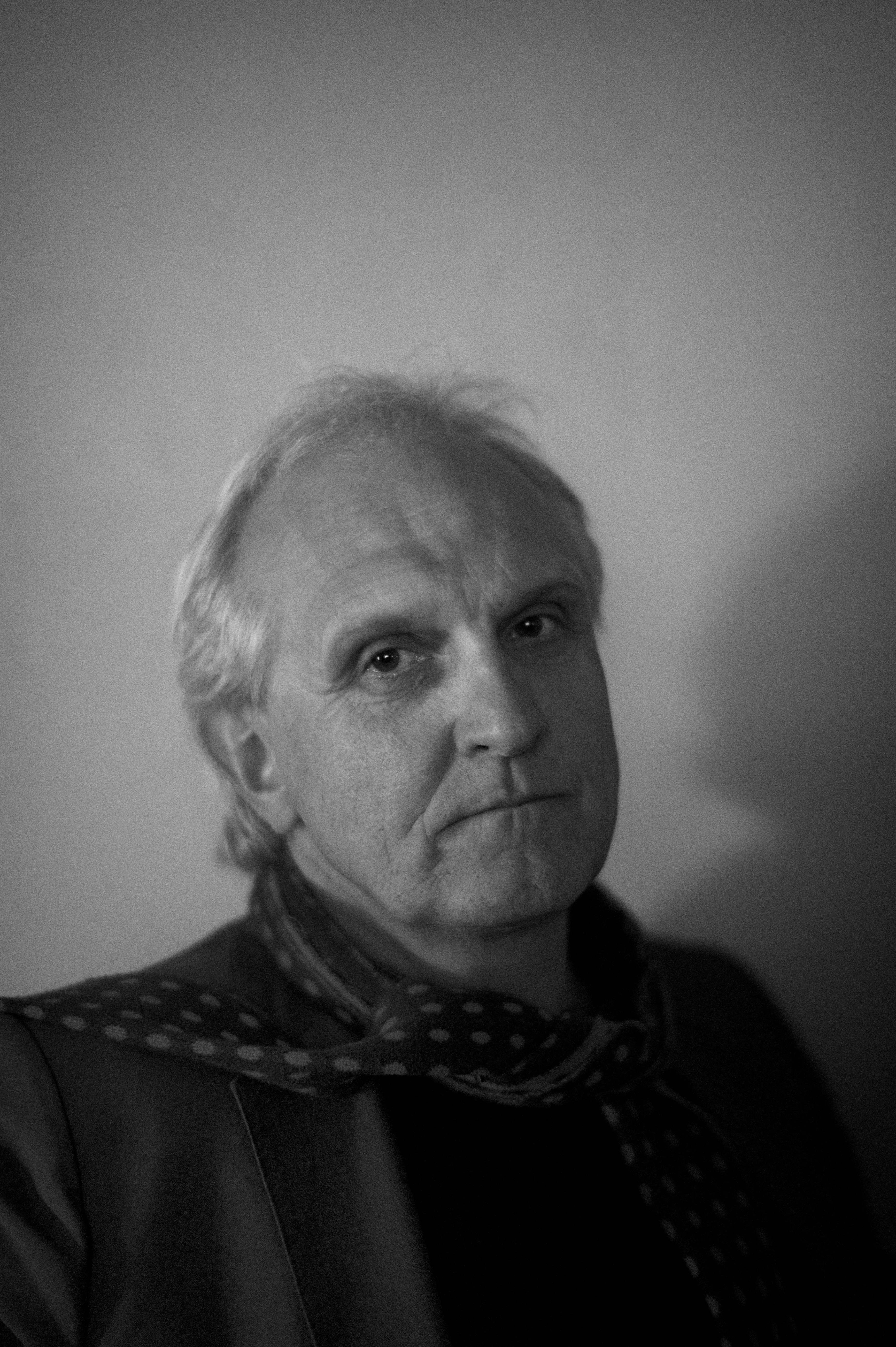
Pieter Broertjes

Pieter Broertjes (* 20. September 1952 in Den Haag) ist ein niederländischer Journalist. Er war von 1995 bis 2010 Chefredakteur der Tageszeitung de Volkskrant. Von 2011 bis 2022 war er Bürgermeister von Hilversum als Mitglied der PvdA.

## Leben
Broertjes studierte Sozialwissenschaften an der Rijksuniversiteit Utrecht. 1979 wurde er bei de Volkskrant Redakteur im Ressort „Wirtschaft und Soziales“, 1987 übernahm er die Ressortleitung. 1991 wurde Broertjes zum stellvertretenden Chefredakteur unter Harry Lockefeer, den er nach dessen Wechsel ins Direktorium schließlich zum 1. März 1995 beerbte.
Ein Jahr nach seinem Antritt als Chefredakteur hatte de Volkskrant ihren Auflagenhöhepunkt von fast 370.000 Exemplaren erreicht, sie war seit 25 Jahren die drittgrößte Tageszeitung der Niederlande hinter De Telegraaf und Algemeen Dagblad. Unter seine Ägide fällt die Ausweitung der Zeitung auf das Internet (1996) sowie die Einführung eines Magazins für die Samstagsausgabe (1999). Wie viele andere Zeitungen innerhalb und außerhalb der Niederlande sieht sich Broertjes jedoch seit der Etablierung des Internets als Massenmedium mit sinkenden Auflagenzahlen konfrontiert, zudem gibt es seit 1999 einen niederländischen Ableger der Gratiszeitung Metro. Er ist damit der erste Chefredakteur von de Volkskrant, der sich mit dauerhaften Auflagenverlusten auseinandersetzen muss.
In den Jahren 1998–2006 war Broertjes Vorsitzender der Nederlands Genootschap van Hoofdredacteuren (Niederländische Gesellschaft von Chefredakteuren). Während dieser Zeit äußerte er sich kritisch über den Raad voor de Journalistiek (niederländische Entsprechung zum Deutschen Presserat) und empfahl dessen Auflösung, konnte sich jedoch mit seiner Meinung nicht durchsetzen.
Nach 15 Jahren als Chefredakteur verließ Pieter Broertjes zum 1. Juli 2010 die Zeitung. Philippe Remarque wurde zu seinem Nachfolger ernannt.
Am 1. Juli 2011 wurde Pieter Broertjes als Nachfolger von Ernst Bakker Bürgermeister der Gemeinde Hilversum.
Am 2. November 2013 erfolgte die Ernennung Broertjes' zum Vorsitzenden des Aufsichtsrats des Verbraucherverbands Consumentenbond.
Am 23. Juli 2014 sorgte Broertjes mit einer Bemerkung in einer Hörfunkdiskussion um die Flugkatastrophe des Flugs MH17 für weltweite Schlagzeilen. Als es um die Frage von Sanktionen gegen Russland ging, sagte er ironisch, man könne ja auch „die Tochter Putins rauswerfen“, die lebe in den Niederlanden. Später twitterte er, die Bemerkung sei unbedacht gewesen und „aus einem Gefühl der Ohnmacht entstanden, das zurzeit wohl viele Menschen haben.“
Zum 15. Februar 2022 legte er das Amt als Bürgermeister der Gemeinde Hilversum nieder, da er in diesem Jahr das gesetzlich vorgeschriebene Höchstalter von 70 Jahren erreichen würde.

## Mitgliedschaften
- Seit 2006 stellvertretender Vorsitzender der Organisation World Press Photo
- Seit der Regierungszeit den Uyls Mitglied der PvdA

## Buchveröffentlichungen
- Ambtenaren in actie (mit Arendo Joustra). Uitgeverij van Gennep, Amsterdam 1984. ISBN 90-601-2589-4
- Getto’s in Holland. Uitgeverij van Gennep, Amsterdam 1989. ISBN 90-6012-564-9
- De prins spreekt (mit Jan Tromp). Uitgeverij Balans, Amsterdam 2004. ISBN 90-501-8685-8